# Günter Gueffroy
Günter Gueffroy (* 1944 in Marienbad, Sudetenland; † 30. April 2015) war ein deutscher Fotograf.

## Leben
Günter Gueffroy wurde 1944 im heutigen Mariánské Láznĕ (Tschechien) geboren. Über Gueffroy sind leider nur wenige belegbare biografische Daten ermittelbar. Demnach hat er eine Ausbildung zum Fotochemiefacharbeiter absolviert, war als Fotolaborant und später als Fotograf beziehungsweise Bildreporter bei der Tageszeitung Neues Deutschland tätig. Ab dem Jahr 1974 arbeitete er als selbständiger Fotograf mit Lizenz. Er fertigte Reportagen an und porträtierte recht bald erste prominente Persönlichkeiten. Später standen namhafte Musiker der DDR vor seiner Kamera, ebenso Fernsehprominente, Ensemblemitglieder des Friedrichstadtpalastes oder des DDR-Fernsehballetts. Über 60 Cover des DDR-Schallplattenlabels AMIGA wurden mit Bildern von Gueffroy gestaltet. Viele seiner Fotos wurden in DDR-Zeitschriften wie beispielsweise Melodie und Rhythmus, Neues Leben und FF dabei, oder auch auf Postern und Autogrammkarten verwendet.
Auch im Genre der Aktfotografie war Gueffroy erfolgreich. 1984 gewann ein in der Zeitschrift Neues Leben veröffentlichtes Foto von ihm den Titel „Schönstes Akt-Foto“ – Model dafür stand seine spätere langjährige Lebenspartnerin Simone Brackrog. Nach weiteren Veröffentlichungen entsprechender Arbeiten in DDR-Zeitschriften wie Das MAGAZIN oder Neues Leben, erhielt er 1988 das Angebot zu einem vierseitigen Beitrag mit dem Titel Honis (Anmerkung: Honeckers) schöne Töchter für ein westdeutsches Illustrierten-Magazin. Diesen Auftrag und dessen überaus erfolgreiche Umsetzung verhalfen Gueffroy auch außerhalb der DDR zu großer Anerkennung – führten umgekehrt aber auch zu Ärger mit den DDR-Behörden.
Am 10. Juli 1989 beauftragte ihn die Redaktion der westdeutschen Zeitschrift Playboy mit der Anfertigung von Aufnahmen für das Playmate der Januar-Ausgabe des Jahres 1990 –  die Wahl fiel auf die damals 21-jährige Zahnarzthelferin Anja Kossak die von Gueffroy, somit als erstes DDR-Playmate des Playboy, in der Drehtür des Berliner Hotels The Westin Grand fotografiert wurde. Damit war Günter Gueffroy der erste ostdeutsche Fotograf, dessen Fotos im Playboy veröffentlicht wurden.
Günter Gueffroy lebte lange Zeit in Berlin und zog nach der deutschen Wiedervereinigung in den Ort Klein Schulzendorf bei Trebbin. Er starb im Frühjahr 2015 im Alter von 70 Jahren an den Folgen einer schweren Krebserkrankung.

### Nach seinem Tod
Ein halbes Jahr nach seinem Tod wurde bekannt, dass Gueffroy angeblich als Inoffizieller Mitarbeiter des Ministeriums für Staatssicherheit geführt wurde und bis 1989 unter dem Decknamen „Werner“ spionierte – ein Teil seiner Berichte wurde angeblich in den Wendejahren vernichtet.

## Werke
- Günter Gueffroy u. M. von Simone Brackrog: Nur zum Vergnügen – Fotografien 1971–1990. 1. Auflage. Bild und Heimat, Berlin 2014 (Monographie).[1][2] ISBN 978-3-86789-441-8

## Ausstellungen
In Wünsdorf bei Berlin fand in der Neuen Galerie vom 14. August bis zum 9. Oktober 2011 eine Ausstellung mit Werken von Günter Gueffroy statt. Neben weiteren Arbeiten des Fotografen, waren auch Erotikfotos und viele Platten- und CD-Cover ausgestellt. Zur Eröffnung der Ausstellung war Günter Gueffroy vor Ort – Simone Brackrog hielt die Laudatio.

## Rezeption
2014: Bauer sucht Kultur – Unterwegs mit Max Moor (Folge 1). Sendung im RBB Fernsehen.

## Trivia
- Günter Gueffroy hatte den Wunsch, einmal die Gruppe Rolling Stones vor die Kamera zu bekommen, dieser blieb unerfüllt.[3]
- Helga Hahnemann soll einmal zu Gueffroy gesagt haben: „Günter, wie ick aussehe, weiß ick alleene: Mach was draus“[3][6]